# AKA electric

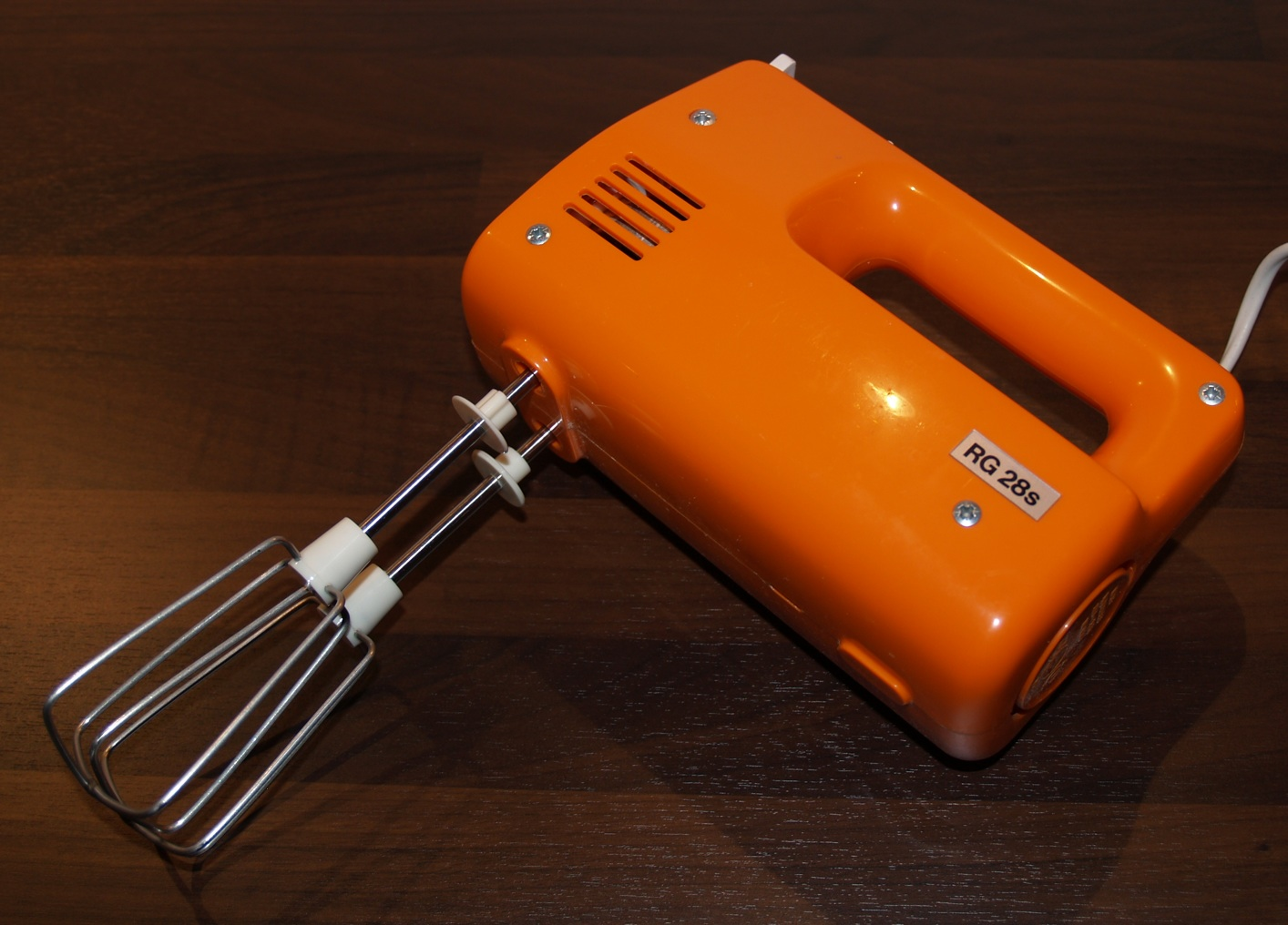
Handrühr- und Mixgerät „AKA electric RG28s“, in Westdeutschland von Quelle unter der Marke „Privileg“ vertrieben

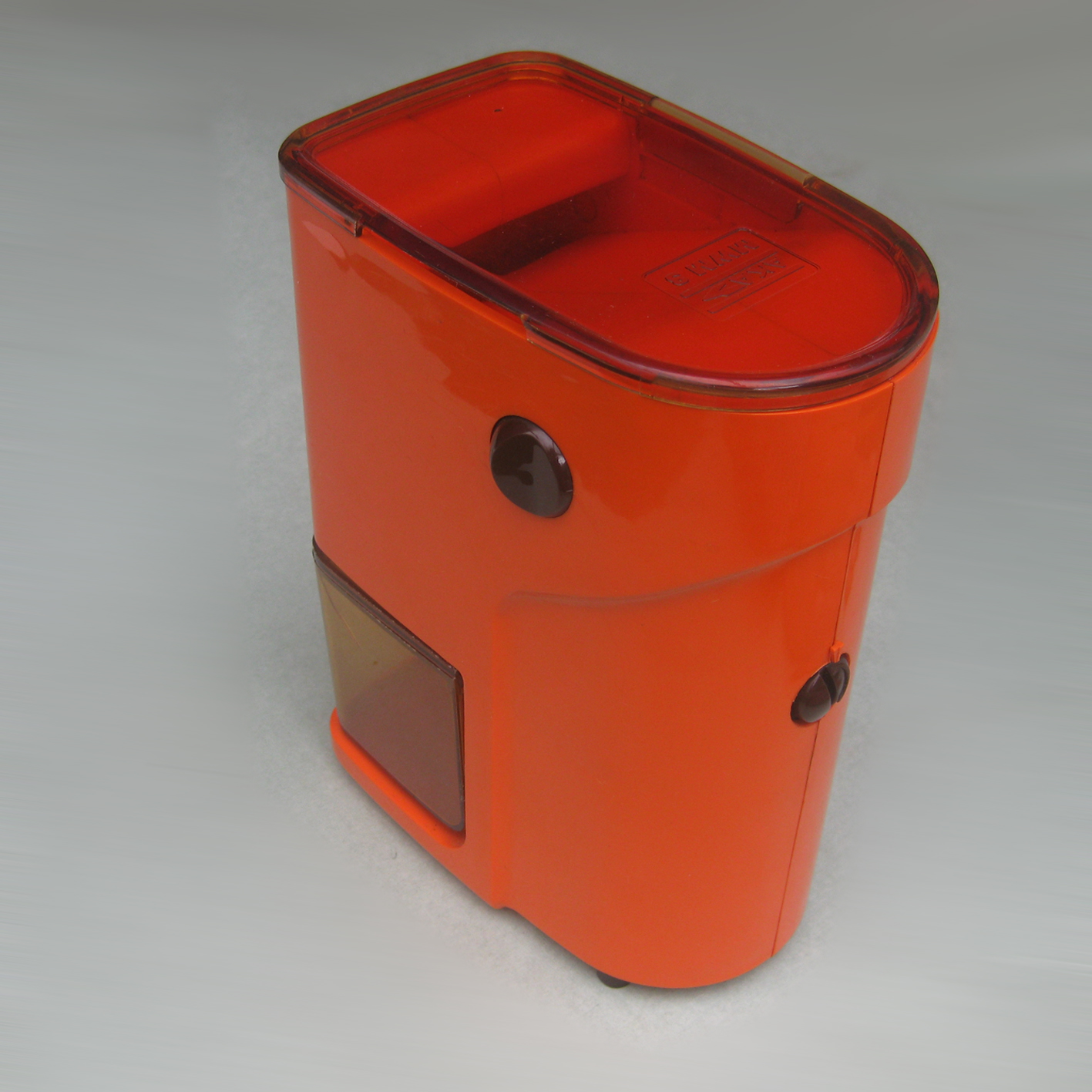
Kaffeemühle „AKA electric MWM3“, Designer: Kurt Boeser

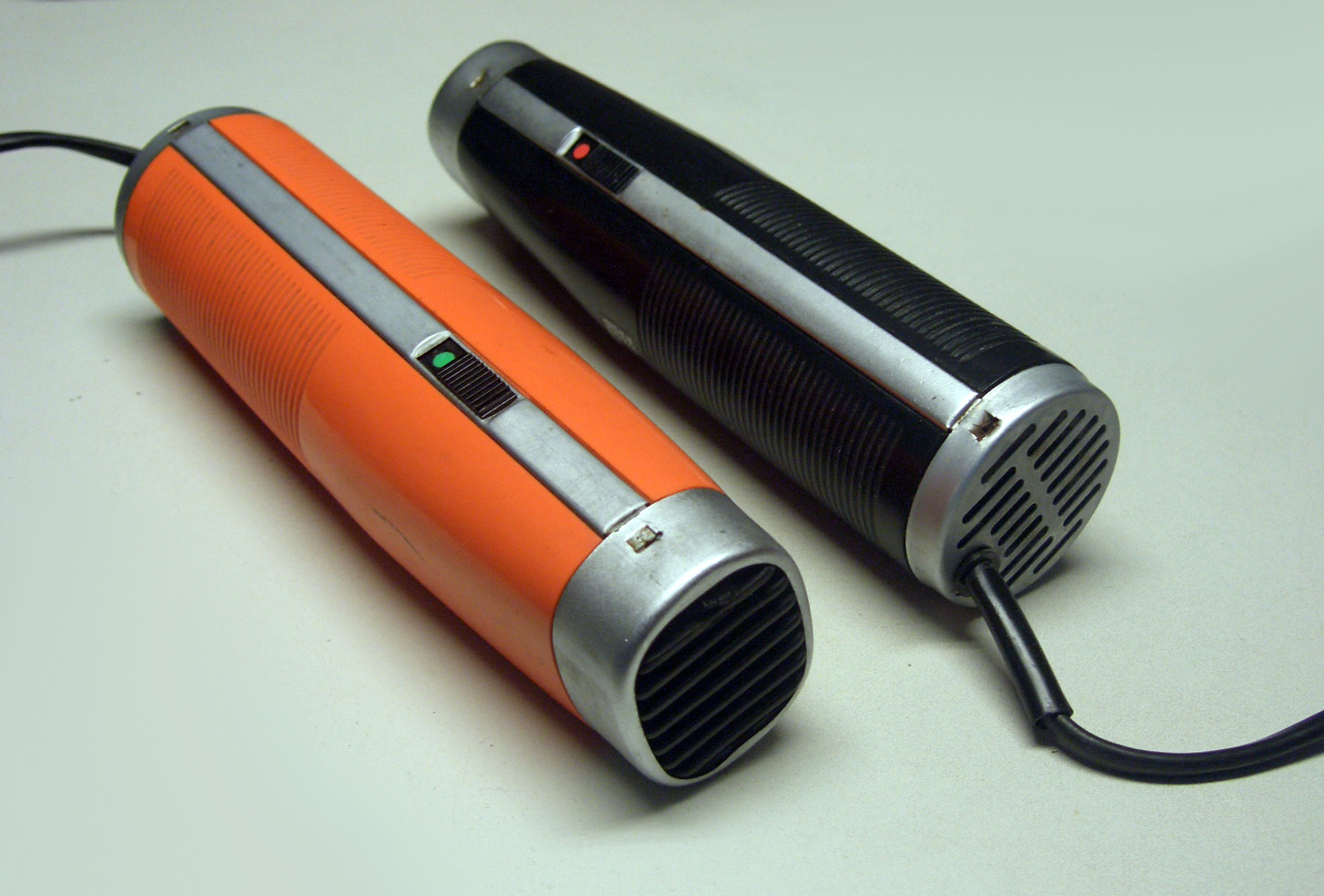
Haartrockner „AKA electric LD91“

AKA electric war ein Markenname für Elektrogeräte aus der DDR.

## Geschichte
Das Markenzeichen löste das Markenzeichen „IKA electrica“ ab. Die Marke AKA electric gehörte zur VVB Elektrische Konsumgüter, die im Jahr 1969 entstanden war. Unter dem Namen waren Elektroartikel und elektrische Haushaltsgeräte erhältlich, beispielsweise Staubsauger, Haartrockner, Rührgeräte und Küchengrills. Der Werbeslogan im damaligen DDR-Werbefernsehen lautete „AKA electric – in jedem Haus zu Hause“.
AKA stand für den Spruch „Aktiv auf dem Markt – Konzentriert in der Handelstätigkeit – Aktuell im Angebot“. Insgesamt wurden 15 Betriebe zur Führung des Markenzeichens angewiesen, wobei kleinere ihren bisherigen Namen vollständig einbüßten z. B. Omega (Staubsauger) und Reiss (Zeichenwerkzeuge), ein Teil der Betriebe war weiterhin auch unter eigenem Namen tätig, darunter Acosta (Grill- und Warmhaltegeräte).
Für das westliche Ausland wurden die Geräte auch mit Fremdlabel versehen und von dortigen Marken geführt.
Später wurden auch Produkte vertrieben, die im Rahmen der allgemeinen Verpflichtung, dass alle Kombinate auch Konsumgüter herstellen mussten, von Unternehmen produziert wurden, welche sonst aus gänzlich anderen Branchen stammten, teils sogar aus der Schwerindustrie. So wurde beispielsweise vom Kombinat Robotron, das eigentlich Büromaschinen und Computer herstellte, der elektrische Entsafter AKA Vitamat (Typ Z 1015) beigesteuert. Das Massagegerät Massinet wurde vom Automatisierungsanlagenbau Berlin produziert.
Nach der Wiedervereinigung kehrten Traditionshersteller zu ihrem alten Namen zurück, z. B. efbe. Die Markenrechte von AKA electric wechselten mehrfach den Besitzer. Zwischen 1998 und 2008 lagen sie bei einem Rostocker Unternehmen, das unter anderem Nischenprodukte wie die Wellenradwaschmaschine WM 0600 L führt, die seit 1960 in Schwarzenberg/Erzgebirge (früher unter Foron als WM 66) gefertigt wurde. Nachdem die Marke im August 2008 verfallen war, übernahm sie im Januar 2009 ein Kfz-Ersatzteilhändler.